# Alessandro Mirandoli
Alessandro Mirandoli (Livorno, 28 giugno 1921 – ...) è stato uno schermidore italiano, specializzato nel fioretto. Ha vinto una medaglia d'oro ed una d'argento ai Campionati mondiali di scherma.